# Włodzimierz Koenig
Włodzimierz Koenig (ur. 19 lutego 1937 w Chełmnie) – polski działacz partyjny i państwowy, ekonomista, w latach 1979–1982 wicewojewoda gdański.

## Życiorys
Syn Tadeusza i Margot. Po ukończeniu szkoły średniej w latach 50. pracował jako sprzedawca w Wojewódzkim Przedsiębiorstwie Hurtu Spożywczego. W latach 1956–1961 studiował na Wydziale Ekonomiki Produkcji Szkole Głównej Planowania i Statystyki. W 1961 był inspektorem w Gdańskim Przedsiębiorstwie Transportu Budownictwa. Pomiędzy 1961 a 1967 pracował w Wojewódzkim Zjednoczeniu Przedsiębiorstw Gospodarki Mieszkaniowej w Gdańsku, gdzie doszedł do stanowisk naczelnika wydziału ekonomicznego i zastępcy dyrektora ds. ekonomicznych. Następnie do 1979 zatrudniony w Wojewódzkim Zjednoczeniu Gospodarki Komunalnej i Mieszkaniowej w Gdańsku, gdzie od 1977 do 1979 pozostawał dyrektorem.
W latach 1952–1957 działał w chełmińskim i gdańskim oddziale Związku Młodzieży Polskiej, podczas studiów aktywny w Związku Młodzieży Wiejskiej. W 1965 wstąpił do Polskiej Zjednoczonej Partii Robotniczej, od 1966 do 1967 I sekretarz POP PZPR przy Wojewódzkim Zjednoczeniu Przedsiębiorstw Gospodarki Mieszkaniowej. Zwerbowany w 1966 roku do współpracy przez Służbę Bezpieczeństwa pod pseudonimem Roman. Był członkiem plenum Komitetu Dzielnicowego Gdańsk-Wrzeszcz, a od 1977 zastępcą członka Komitetu Wojewódzkiego PZPR w Gdańsku. Od 19 maja 1979 do 31 sierpnia 1982 sprawował funkcję wicewojewody gdańskiego, uczestniczył w rozmowach z robotnikami strajkującymi podczas protestów sierpnia 1980. W III RP był m.in. właścicielem spółki z branży księgowej.
Jego postać pojawiła się w filmie Krzyż Westerplatte z 2021, wcielił się w niego Borys Szyc.